# Allondaz

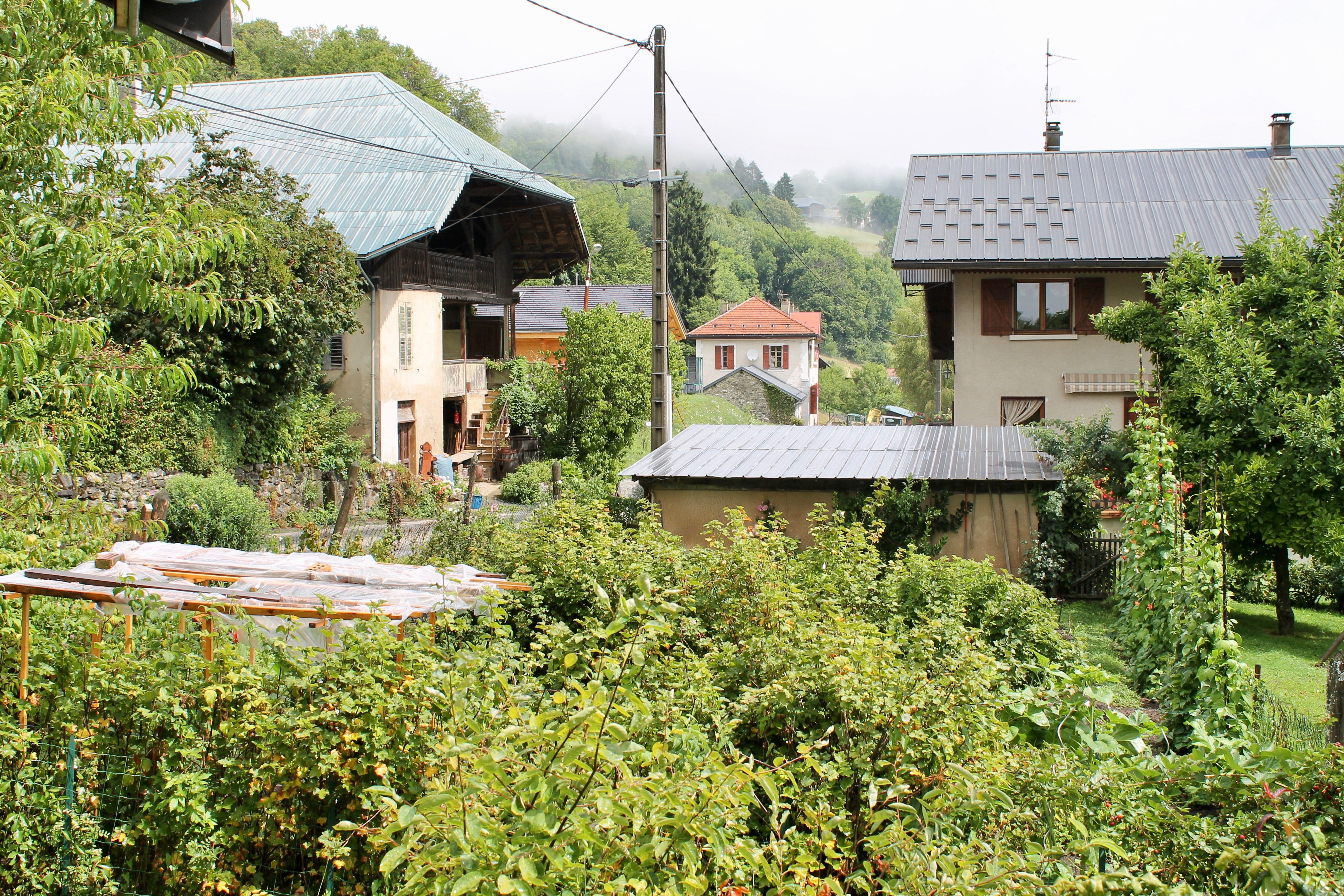
Allondaz (2017)

Allondaz ist eine französische Gemeinde mit 295 Einwohnern (Stand 1. Januar 2022) im Département Savoie in der Region Auvergne-Rhône-Alpes. Sie gehört zum Kanton Albertville-1 im Arrondissement Albertville.

## Geographie

### Lage
Allondaz liegt auf 720 m in den östlichen Ausläufern der Bauges, einem voralpinen Kalksteinmassiv, etwa 38 Kilometer ostnordöstlich der Präfektur Chambéry und 58 Kilometer südsüdöstlich der Stadt Genf (Luftlinie). Nachbargemeinden von Allondaz sind Thénésol im Norden und Osten, Pallud im Südosten sowie Mercury im Süden und Westen.

### Topographie
Die Gemeinde liegt am Südosthang der Dent de Cons, ein 2062 m hoher Gipfel in den Bauges. Die Fläche des 4,08 km² großen Gemeindegebiets umfasst sowohl einen steileren, mit Felswänden durchsetzten Abschnitt als auch die sanft abfallenden Flanken einer kleinen Passverbindung (Col du Vorger) zwischen Thénésol im Tal des Arly und Mercury im Tal der Isère. Zu beiden Flüssen hin entwässern verschiedene kleine Gebirgsbäche das Gemeindegebiet, von denen der Chiriac die westliche Gemeindegrenze bildet. Die Gemeinde liegt innerhalb des Regionalen Naturparks Massif des Bauges (französisch Parc naturel régional du Massif des Bauges). Anteilsmäßig ist der Gemeindeboden zu 58 % mit Wald bewachsen, weitere 39 % sind landwirtschaftlich genutzte Wiesen und 3 % Felsen und Schuttkegel.
Die Gemeinde besteht aus drei Siedlungsteilen und Weilern: dem Hauptort, dem ebenfalls auf 720 m gelegenen Le Vorger an der Passhöhe und dem Weiler Mérier (800 m).

## Geschichte
Im Mittelalter erschien die Pfarrei von Allondaz erstmals 1216 in den Urkunden, vermutlich unter dem Namen Ecclesia Allundia. Wenige Jahrzehnte später, in der Mitte des 13. Jahrhunderts, wurde ein gewisser Jacobus de Allunda mehrfach erwähnt. Es wird davon ausgegangen, dass das Dorf bereits zur Burgunderzeit gegründet worden war vor dem Hintergrund, dass damals die urbaren Flächen auf den Gebirgsausläufern zu finden waren und nicht auf den versumpften Talböden der noch frei von menschlichen Eingriffen verlaufenden Flüsse Isère und Arly. Der Ortsname wird auf Adalhund, einen germanischen Eigennamen, und seine latinisierte Fassung Allundus zurückgeführt. Die Ländereien von Allondaz gehörten im Mittelalter und Ancien Régime zur Baronnie Chevron (heute Mercury).

## Sehenswürdigkeiten
Die Dorfkirche Saint Michel von Allondaz wurde 1855 fertiggestellt und ersetzte einen baufällig gewordenen Vorgänger aus dem Mittelalter, dessen Glockenturm bereits während der Französischen Revolution abgetragen worden war. Sie besitzt ein Altarretabel aus dem 17. Jahrhundert. In Mérier steht eine Kapelle, die 1862 nach einem Dorfbrand errichtet wurde.

## Bevölkerung
| Jahr                       | 1962 | 1968 | 1975 | 1982 | 1990 | 1999 | 2006 | 2011 |
| Einwohner                  | 186  | 157  | 148  | 155  | 191  | 177  | 204  | 235  |
| Quellen: Cassini und INSEE |      |      |      |      |      |      |      |      |

Mit 295 Einwohnern (Stand 1. Januar 2022) gehört Allondaz zu den kleinen Gemeinden des Département Savoie. Die Gemeinde erlebte im 19. und 20. Jahrhundert einen kontinuierlichen Rückgang der Einwohnerzahl (1861 wurden noch 351 Einwohner gezählt), der erst Mitte des 20. Jahrhunderts angehalten und in eine leichte Zunahme umgekehrt wurde. Die Ortsbewohner von Allondaz heißen auf Französisch Allondain(e)s.

## Wirtschaft und Infrastruktur
Allondaz ist bis heute ein vorwiegend durch die Landwirtschaft geprägtes Dorf. Mittlerweile hat sich das Dorf zu einer Wohngemeinde entwickelt. Viele Erwerbstätige sind Wegpendler, die in den größeren Ortschaften der Umgebung, vor allem in Albertville und Ugine, ihrer Arbeit nachgehen.
Die Ortschaft liegt abseits der größeren Durchgangsstraßen an einer Departementsstraße, die von Thénésol nach Mercury und in den Westteil von Albertville führt. Im benachbarten Albertville befinden sich der nächste Autobahnanschluss an die A430 sowie ein Bahnhof an der Bahnstrecke Saint-Pierre-d’Albigny–Bourg-Saint-Maurice. Als Flughäfen in der Region kommen Chambéry-Savoie (Entfernung 66 km) und Genf (92 km) in Frage.